# Ivan Semënovič Sergeev
Ivan Semënovič Sergeev (in russo Иван Семёнович Сергеев?; Peterhof, 26 giugno 1863 – Riga, 7 aprile 1919) è stato un navigatore, idrografo, esploratore dell'Artide russo.
Tenente generale del Corpo degli idrografi del dipartimento navale dell'Impero russo, capo della Esplorazione Idrografica dell'Oceano Artico.

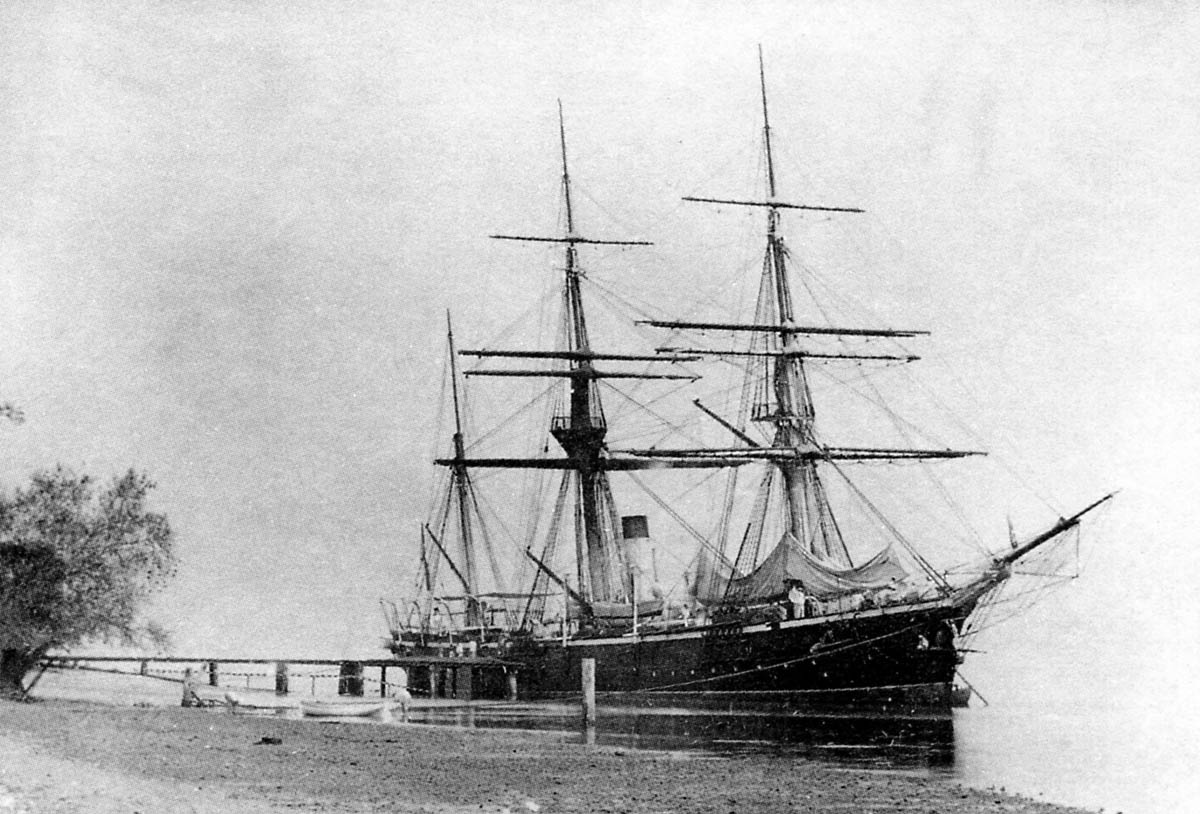
Il clipper Naezdnik

## Biografia
Entrato nel 1863 alla Scuola superiore di Ingegneria navale (Военно-морской инженерный институт) di Kronštadt e diplomatosi nel 1881, ha iniziato il suo servizio nel Mar Baltico e nel 1882 fu promosso praporščik. Nel dicembre 1882 fu assegnato al clipper Naezdnik, che si spostò dal Baltico a Vladivostok. Dal 1883 prestò servizio nell'Oceano Pacifico e partecipò a lavori idrografici nel golfo di Pietro il Grande. Il 24 maggio (5 giugno) 1885 fu promosso tenente (poručik). Dal 1885 al 1887 navigò come ufficiale di navigazione sul piroscafo Amur e sulla cannoniera Nerpa e partecipò ai rilevamenti del golfo dell'Amur.
Negli anni 1889-1891 partecipò alla spedizione del Dipartimento Idrografico del Ministero marittimo per studiare il lago Onega conducendo rilievi e sondaggi delle profondità. Nel 1893 fu promosso štabs-kapitan.
Nel 1895 e 1896, sul piroscafo Lejtenant Ovcyn, partecipò alla spedizione di Andrej I. Vil'kickij per studiare le foci dei fiumi Enisej, Pečora e Ob', esplorando la costa del mare nel golfo dello Enisej, nel golfo dell'Ob' e nel mare di Kara meridionale. Dal 1898 al 1905 prestò servizio come assistente del capo della spedizione A.I. Vil'kickij, impegnato in lavori idrografici nei mari dell'Oceano Artico. Fece rilevamenti della costa dalla penisola di Kola all'Enisej. Nel 1900 fu promosso capitano del corpo di navigazione e nel 1904 podpolkovnik (tenente colonnello).
Nel 1905, Sergeev guidò la spedizione nel Mare del Nord del Ministero delle ferrovie per la consegna delle rotaie a Enisejsk per la costruzione della ferrovia Transiberiana. Promosso colonnello nel 1907, fu a capo della spedizione marittima nel Mar Bianco per lo studio della costa di Murmansk.

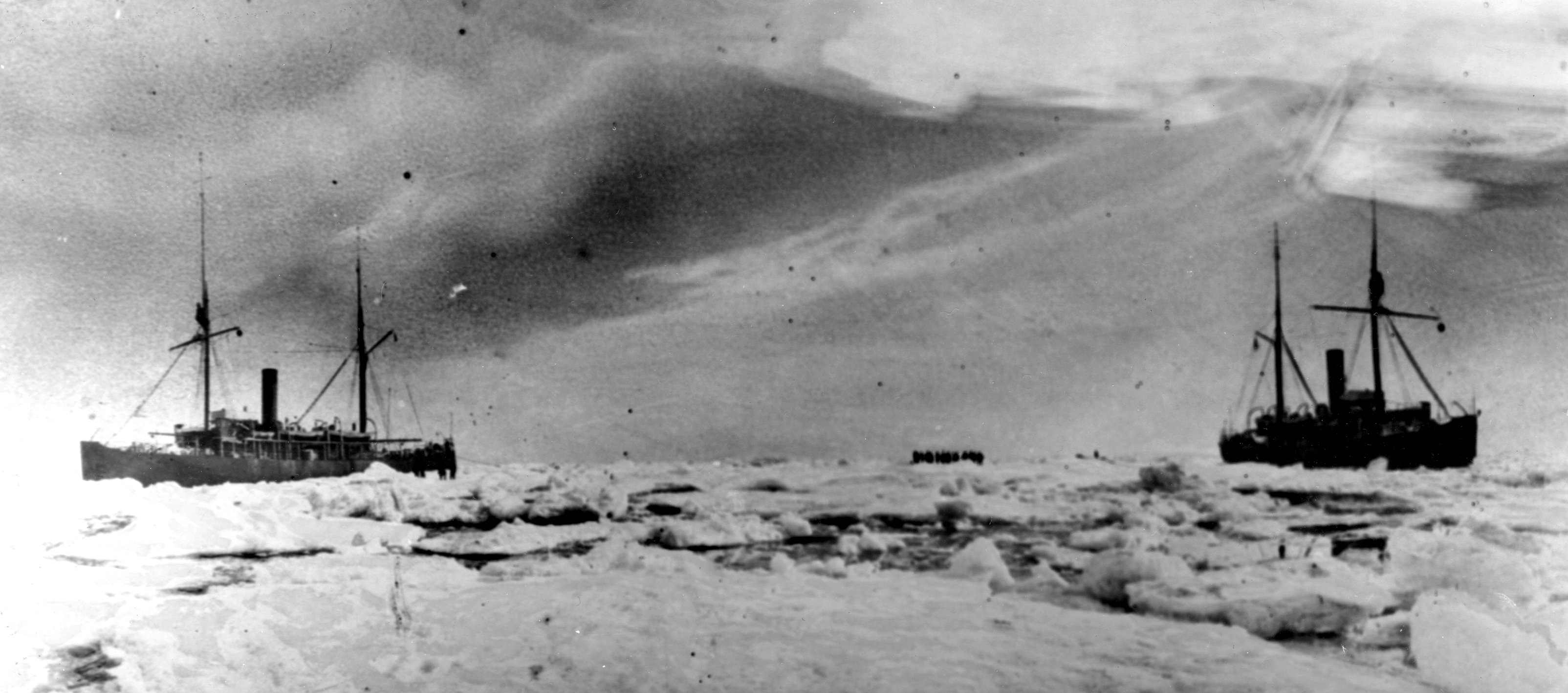
I rompighiaccio Vajgač e Tajmyr dell'esplorazione idrografica 1910-1915

### Capo dell'esplorazione idrografica dell'Oceano Artico
Dal 1906, Sergeev fu membro permanente della commissione della direzione idrografica capeggiata da Andrej I. Vil'kickij, che aveva sviluppato il progetto dell'esplorazione idrografica dell'Oceano Artico 1910-1915 a bordo dei rompighiaccio Vajgač e Tajmyr. Il comando del Tajmyr fu affidato dapprima a Fëdor A. Matisen e poi a Boris V. Davydov, quello del Vajgač a Aleksandr V. Kolčak. Arrivarono a Vladivostok nel giugno 1910 attraverso la rotta meridionale e il Canale di Suez.
Il capo della spedizione, Ivan Sergeev, salpò a bordo del Vajgač. Diretti a nord a metà agosto, dopo aver doppiato capo Dežnëv, arrivati a Uėlen, fu impossibile continuare a causa del ghiaccio. Il 20 settembre i rompighiaccio dovettero tornare a Vladivostok. Kolčak fu richiamato a San Pietroburgo e venne sostituito dal capitano K.V. Loman al comando del Vajgač.
Il secondo viaggio della spedizione iniziò nel luglio 1911: passato capo Dežnëv, da capo Billings raggiunsero l'isola di Wrangel e furono fatti rilevamenti sulla costa occidentale dell'isola. Sulla base dei risultati del viaggio, fu compilata una mappa marittima del Mare dei Ciukci e fu esplorata la costa settentrionale della Siberia Orientale fino alla foce del Kolyma.
Sempre ripartendo da Vladivostok, nel 1912 le navi presero il mare alla fine di maggio e raggiunsero la costa orientale della penisola del Tajmyr. Esaminarono, lungo il percorso, le isole Medvež'i, Stolbovoj, le coste meridionali e occidentali delle isole di Ljachov, le sezioni della costa vicino ai capi Svjatoj Nos e Buor-Chaja, e la baia di Tiksi. A causa del ghiaccio impraticabile, Sergeev decise di non fermarsi per l'inverno ma di rientrare.
Alla fine di giugno 1913 le navi partirono per il terzo viaggio. Boris A. Vil'kickij (figlio di Andrej I.) assunse il comando del Tajmyr e il capitano Pëtr Alekseevič Novopašennyj quello del Vajgač. L'11 luglio, alla baia Providenija, Sergeev subì un'emorragia cerebrale, fu trasportato al villaggio più vicino, da lì con il piroscafo Argun a Vladivostok, poi a San Pietroburgo. Il suo ruolo di capo spedizione passò a Boris Vil'kickij. A settembre scoprirono l'arcipelago Severnaja Zemlja (chiamato fino al 1926 "Terra di Nicola II") e due nuove isole: Malyj Tajmyr (fino al 1926 - isola "Cesareviča Alekseja") e l'isola di Vil'kickij (in onore del padre del capo spedizione, tenente-generale Andrej I.). L'obiettivo nella stagione del 1914 era quello di completare il percorso fino ad Arcangelo. Partirono da Vladivostok il 7 giugno ma arrivarono ad Arcangelo solo l'anno successivo il 16 settembre 1915, dopo un forzato svernamento sulla costa occidentale del Tajmyr.
Il 20 ottobre 1914, Sergeev ricevette la promzione a tenente generale del Corpo degli idrografi. Morì a Riga dopo la Rivoluzione d'ottobre il 7 aprile 1919 e fu sepolto nel cimitero russo-ortodosso di Pokrov.

## Luoghi dedicati
- Isola di Sergeev, nel golfo di Pietro il Grande (mar del Giappone)
- Capo Sergeev (мыс Сергеева), sulla costa occidentale del golfo di Pietro il Grande (42°54′37″N 131°23′08″E)[10]
- Una penisola nella parte nord dell'isola Vajgač e un promontorio sulla costa siberiana a ovest delle isole Medvež'i[11]